# 长柄胡颓子
长柄胡颓子（学名：Elaeagnus delavayi）为胡颓子科胡颓子属下的一个种。

## 扩展阅读
- 維基物種上的相關：长柄胡颓子